# Currents
Currents es el tercer álbum de estudio del proyecto musical australiano Tame Impala, lanzado el 17 de julio de 2015 por Modular Recordings y Universal Music Australia en Australia, Fiction Records en Europa e Interscope Records en los Estados Unidos. Al igual que los dos álbumes anteriores del grupo, Currents fue escrito, grabado, interpretado y producido por el miembro principal Kevin Parker. Cabe resaltar, que por primera vez, Kevin fue quien mezcló la música, también fue la primera vez que grabó todos los instrumentos por su cuenta; el álbum no presentó otros colaboradores. Después del lanzamiento del álbum anterior del grupo, Lonerism (2012), Kevin comenzó a trabajar en Currents, en gran parte grabando en el estudio de su casa en Fremantle. Se absorbió a sí mismo con la escritura y la grabación, y de acuerdo con su reputación como un autor musical, trabajó en los detalles de cada canción, lo que finalmente provocó que la fecha de lanzamiento se retrasara por dos meses. En contraste con el sonido del rock psicodélico del trabajo anterior del proyecto, Currents marca un cambio hacia una música más orientada al dance, con más énfasis en los sintetizadores que en las guitarras. Kevin se inspiró para buscar un cambio por el deseo de escuchar la música de Tame Impala en clubes de baile y un entorno más comunal.  
Kevin Parker habló durante una entrevista con NME sobre como al escuchar "Stayin' Alive" de The Bee Gees manejando por las calles de Los Ángeles sintió una emoción profunda que lo motivó e inspiró para la realización de Currents. Durante este momento, Parker, se encontraba bajo los efectos de la combinación entre hongos alucinógenos y cocaína. Las palabras textuales de Parker fueron: "No es como si nunca en la vida hubiese escuchado antes a los Bee Gees. Eso es prácticamente imposible para un músico. Solo que en ese momento en el carro pudo percibir la canción de una manera que nunca antes lo había hecho. En ese momento (Staying Alive) tuvo un efecto muy emocional y melancólico… la sentí bastante psicodélica y es eso lo que busco en este tipo de música, quiero que la música me transporte”. El hecho ocurrió después de haber finalizado el tour por el disco publicado en 2012 "Lonerism". 
Temáticamente, el registro trata sobre el proceso de transformación personal, que muchos críticos interpretaron como el resultado de una ruptura romántica. El arte de portada del álbum que representa el vertimiento de vórtices es una visualización de estos temas.
Currents fue precedida por el lanzamiento de los sencillos «Let It Happen», «'Cause I'm a Man», «Disciples» y «Eventually». Se convirtió en el mejor lanzamiento de gráficos del grupo, debutando en el número 1 en Australia, el número 3 en Reino Unido y el número 4 en Estados Unidos. Currents ha vendido más de 120,000 copias en Norteamérica a partir de diciembre de 2015. Al igual que sus predecesores, el álbum recibió elogios de la crítica y apareció en varias listas de finalistas de los mejores álbumes de 2015. En ARIA Music Awards de 2015, Currents, fue premiado como el mejor álbum y álbum del año por Rock, mientras que en los Premios Grammy de 2016 fue nominado al mejor álbum de música alternativa.

## Covers
La cantante y compositora Rihanna, versión «New Person, Same Old Mistakes» para su octavo álbum de estudio Anti bajo el título «Same Ol 'Mistakes». Consiste en el instrumental de Tame Impala, extendido a una duración de 6 minutos y 35 segundos, con la voz de Rihanna reemplazando a la de Kevin.

## Lista de canciones
Todas las canciones escritas por Kevin Parker.

| N.º | Título                          | Duración |  |
| 1.  | «Let It Happen»                 | 7:46     |  |
| 2.  | «Nangs»                         | 1:47     |  |
| 3.  | «The Moment»                    | 4:15     |  |
| 4.  | «Yes I'm Changing»              | 4:30     |  |
| 5.  | «Eventually»                    | 5:19     |  |
| 6.  | «Gossip»                        | 0:55     |  |
| 7.  | «The Less I Know the Better»    | 3:38     |  |
| 8.  | «Past Life»                     | 3:47     |  |
| 9.  | «Disciples»                     | 1:48     |  |
| 10. | «'Cause I'm a Man»              | 4:01     |  |
| 11. | «Reality in Motion»             | 4:12     |  |
| 12. | «Love/Paranoia»                 | 3:06     |  |
| 13. | «New Person, Same Old Mistakes» | 6:02     |  |

| Collector's Edition: B-Sides & Remixes |                                            |          |  |
| N.º                                    | Título                                     | Duración |  |
| 1.                                     | «List of People (To Try and Forget About)» | 4:40     |  |
| 2.                                     | «Powerlines»                               | 4:19     |  |
| 3.                                     | «Taxi's Here»                              | 4:48     |  |
| 4.                                     | «Reality in Motion» (Gum remix)            | 5:04     |  |
| 5.                                     | «Let It Happen» (Soulwax remix)            | 9:18     |  |
| 28:06                                  |                                            |          |  |

## Personal
Tame Impala
- Kevin Parker – todas las voces e instrumentos; producción, grabación, mezcla; concepto de cubierta

Técnico
- Rob Grant – grabación adicional, consejos de mezcla
- Greg Calbi – masterización

Arte
- Robert Beatty – arte y diseño
- Matthew C. Saville – fotografía

## Posicionamiento en listas

### Listas semanales
| Listas (2015)                     | Mejor posición |
| --------------------------------- | -------------- |
| Australia (ARIA)                  | 1              |
| Austria (Ö3 Austria)              | 30             |
| Bélgica (Ultratop Flandes)        | 9              |
| Bélgica (Ultratop Valonia)        | 14             |
| Dinamarca (Hitlisten)             | 28             |
| Países Bajos (Album Top 100)      | 1              |
| Francia (SNEP)                    | 16             |
| Alemania (Media Control Charts)   | 25             |
| Irlanda (IRMA)                    | 7              |
| Italia (FIMI)                     | 31             |
| Nueva Zelanda (Recorded Music NZ) | 7              |
| Noruega (VG-lista)                | 11             |
| Portugal (AFP)                    | 4              |
| España (PROMUSICAE)               | 8              |
| Suiza (Schweizer Hitparade)       | 11             |
| Reino Unido (UK Albums Chart)     | 3              |
| Estados Unidos (Billboard 200)    | 4              |
| Estados Unidos (Top Rock Albums)  | 2              |

### Posición fin de año
| Listas (2015)                      | Posición |
| ---------------------------------- | -------- |
| Australian Albums (ARIA)           | 28       |
| Belgian Albums (Ultratop Flanders) | 54       |
| Dutch Albums (MegaCharts)          | 68       |
| US Top Rock Albums (Billboard)     | 47       |

| Listas (2016)                      | Posición |
| ---------------------------------- | -------- |
| Australian Albums (ARIA)           | 69       |
| Belgian Albums (Ultratop Flanders) | 29       |
| Belgian Albums (Ultratop Wallonia) | 126      |
| Dutch Albums (MegaCharts)          | 77       |